# Широкоформатный принтер
Широкоформатный принтер (или просто «широкий» принтер) — принтер с возможностью печатать на листах «широких» форматов, таких как А0, А1, А2 и А3, которые в два и более раз больше по ширине, чем наиболее используемый А4.
Некоторые источники предлагают считать таковыми принтеры для печати на листах шириной свыше 24 дюймов. Некоторые отдельные модели могут печатать на листах шириной до пяти метров.

## Технологии печати
Широкоформатная печать осуществляется на принтерах различного типа: струйных, электрографических, термотрансферных, фотонных.
Струйные широкоформатные принтеры в зависимости от типа применяемых чернил позволяют печатать на очень широком диапазоне материалов. Ширина таких принтеров может достигать 5 метров. Струйные принтеры используют следующие основные типы чернил:
- Водорастворимые: печатная головка принтера использует чернила на водной основе.

Материалы для печати имеют специальное покрытие, впитывающее чернила. Отпечатки обычно не водостойкие и быстро выцветают. Для продления жизни отпечатка применяется дополнительная ламинация прозрачными плёнками.
- Сольвентные: печатная головка принтера использует в качестве жидкой основы растворитель (сольвент).

Материалы для печати имеют обычно покрытие из ПВХ. Отпечатки водостойкие, и срок службы до выцветания (на улице) достигает 3 лет. Для продления срока службы используется дополнительное покрытие жидкими лаками, блокирующими ультрафиолетовую составляющую солнечного цвета.
- Ультрафиолетовые: для печати используются специальные УФ-отверждаемые чернила. Процесс полимеризации таких чернил происходит под действием УФ-излучения. Это позволяет печатать (в зависимости от конструкции принтера) как на гибких материалах, тканях и нетканых материалах, так и на жёстких листовых материалах — жести, стекле, дереве, пластиках.
- Латексные: чернила отверждаются за счет кристаллизации воды под воздействием на отпечаток высокой температуры от 110 до 160 °С. Изображения получаются пластичными и стойкими к механическим и химическим воздействиям. Нет запаха, потому что нет испарения. Ограничены по печати на материалах стойких к нагреву, основные конкуренты экосольвентным и уф-принтерам.

Электрографические широкоформатные печатающие устройства представляют собой лазерные принтеры большой ширины до 91 см. Применяются в картографии, печати чертежей и рекламных плакатов. Печатают на простой бумаге. Отличаются высокой скоростью печати.
Фотонные широкоформатные устройства экспонируют лазерный луч на фотобумаге. Низкая скорость, наивысшие качество полноцветной печати, маленькая себестоимость, очень большой ресурс 10 000 −15 000 часов работы.
В термотрансферных широкоформатных принтерах печать осуществляется термической печатной головкой. Краситель подаётся на плёночном носителе в рулонах, т. н. термотрансферная лента в кассетах. Термоголовка вместе с кассетой трансферной ленты одного цвета перемещается по поверхности материала и краситель нагреванием переносится на поверхность. Печать производится последовательно четырьмя основными цветами с автоматической сменой кассет. Материалом для печати обычно служит самоклейкая ПВХ-плёнка. Обычно совмещается с режущим плоттером, всё в одном устройстве, для контурного вырезания напечатанных наклеек. Ширина достигает 120 см, разрешение до 600 dpi. Применяются в рекламе для изготовления наклеек, в электротехнике и машиностроении.
Особые преимущества: отпечатки устойчивы к растворителям и царапинам. Печать может производиться не только 4 основными цветами, но и металлическими, например золотом, серебром, а также специальными цветами − белым, красным, зелёным, оранжевым, коричневым и т. д., что во многих случаях весьма экономично. Также можно печатать на цветных плёнках, к примеру, на красной плёнке белым цветом. Недостаток: высокая стоимость отпечатка.